# Cousinia straussii
Cousinia straussii là một loài thực vật có hoa trong họ Cúc. Loài này được Hausskn. & Winkl. ex Winkl. mô tả khoa học đầu tiên năm 1897.